# Ženeško jezero
Ženeško  jezero (tudi Tihojsko jezero, nemško Sonnegger See) je umetno jezero na avstrijskem Koroškem, pri Ženeku in Tihojah v občini Žitara vas, v  Podjuni. Predstavlja priljubljeno kopališče v poletnih mesecih, v preostalih mesecih pa tudi za športni ribolov.

## Geografija
Ženeško  jezero leži na nadmorski višini 468 mnm v Podjuni v Avstriji. Jezero je bilo umetno ustvarjeno leta 1966 s poglobitvijo prejšnjega močvirja in z nasipi do preostalega močvirnega območja. 
Jezero  ima ovalno obliko in površino 0,017 km², ter največjo globino 4,5 m. 

## Geološke razmere
Jezero je bilo le šibko pretočno, prvotni pritoki iz zahodne strani so večinoma presahnili, zato je prišlo do vse večjega poslabšanja limnološkega stanja jezera. Zato so leta 1989 vodo  iz bližnjega potoka Suha (Sucherbach) preusmerili v jezero. Na ta način je dosežen tudi v poletnih mesecih pritok sveže s kisikom bogate vode v 20 l/s.  

## Turizem
Vodna površina Ženeškega jezera se poleti ogreje do +25ºC. Posebna turistična vrednost jezera je tudi v tem, da obala ni pozidana. Tako je v poletnih mesecih na jezeru od 600 do 1500 kopalcev dnevno. Izven kopalne sezone pa ima jezero čedalje večji pomen za športni ribolov.

## Ribja populacija
V Ženeškem jezeru živijo:
- Ščuka (Esox lucius)
- Ostriž (Perca fluviatilis)
- Klen (Leuciscus cephalus)
- Amur (Ctenopharyngodon idella)
- Krap (Cyprinus carpio)
- Rdečeoka (Rutilus rutilus)
- Rdečeperka (Scardinius erythrophthalmus)
- Jeseter (Acipenser rhutenus)
- Okun (Gymnocephalus cernua)